# Süchbaatar (provins)
Süchbaatar (Сүхбаатар аймаг med mongolisk kyrillisk skrift) är en provins i östra Mongoliet. Den har totalt 56 166 invånare (2000) och en areal på 82 300 km². Provinshuvudstad är Baruun-Urt. Provinsen är namngiven efter den mongoliske militären Damdiny Süchbaatar.

## Administrativ indelning
Provinsen är indelad i 13 distrikt (sum): Asgat, Baruun-Urt, Bayandelger, Dariganga, Erdenetsagaan, Halzan, Mönhhaan, Naran, Ongon, Sühbaatar, Tövshinshiree, Tümentsogt och Uulbayan.